# Graureiherkolonie am Salzberg
Das Naturschutzgebiet Graureiherkolonie am Salzberg liegt auf dem Gebiet des unterfränkischen Landkreises Main-Spessart.
Es erstreckt sich nördlich von Halsbach entlang des nördlich fließenden Mains. Am östlichen Rand des Gebietes fließt der Ziegelbach, ein linker Zufluss des Mains. Nördlich verläuft die B 26 und südwestlich die St 2435. Im Gebiet erhebt sich der 370 Meter hohe Salzberg.

## Bedeutung
Das 158,32 ha große Gebiet mit der Nr. NSG-00101.01
wurde im Jahr 1976  unter Naturschutz gestellt.